# 偽性アルドステロン症
偽性アルドステロン症（ぎせいアルドステロンしょう、英語: pseudohyperaldosteronism）とは、副腎より分泌されるホルモンであるアルドステロンが過剰に分泌されていないにもかかわらず、あたかも過剰に分泌されているかのような症状をしめすことをいう。
尿細管では、Na+の再吸収と入れ代わりにK+が尿中に分泌される。アルドステロンはこの機構を亢進させるが、偽アルドステロン症でも同じようにこの機構が過剰に亢進している。具体的には、高ナトリウム血症、低カリウム血症、浮腫、高血圧などの症状がみられる。
医原性のものが多く、薬剤では甘草やサイアザイド系利尿薬が原因でおきることがある。
2019年の報告で、18β-グリチルレチン酸-3-O-硫酸抱合体が人体における主要な原因物質である可能性があると示唆された。
AME症候群（英語: Apparent mineralocorticoid excess syndrome）は、見かけの鉱質コルチコイド過剰症候群とも呼ばれ、11beta-hydroxysteroid dehydrogenase type-2(11β-HSD type2, HSD11B2)の遺伝子異常によって発症する、常染色体劣性遺伝病である。生理量のコルチゾールがミネラルコルチコイド受容体に結合することにより発症する疾患で、腎尿細管においてコルチゾールからコルチゾンへの変換ができなくなり、コルチゾールがミネラルコルチコイド受容体と結合し、高血圧、低カリウム血症、代謝性アルカローシスなどのアルドステロン症様の症状をきたす。小児高血圧、体重増加不良などから検査対象となり発見される小児慢性特定疾患。アルドステロン値は低いため、広義では偽性アルドステロン症に分類される。
グリチルリチンや漢方薬(甘草)などの薬剤には11β-HSD type2の活性を抑制する作用があり、後天性にAME症候群を呈する。